# الرميلة (المغرب)
الرميلة هي قرية مغربية تنتمي لإقليم بولمان، جنوبي مدينة فاس. تضم هذه البلدة 6.774 ساكنا حسب إحصاء 2004.